# دبلیوآراس (خواننده)
دبلیوآراس (به انگلیسی: Wrs) (زاده ۱۶ ژانویهٔ ۱۹۹۳) رقصنده، خواننده و ترانه‌سرا رومانیایی است.
او نماینده رومانی در یوروویژن ۲۰۲۲ بود.